# ФК Шајкаш 1908
ФК Шајкаш 1908 је фудбалски клуб из Ковиља и тренутно се такмичи у Новосадској лиги.

## Историјат
Фудбал се као игра на територију Бачку пренео послењих година 19. века, док је први клуб на територији данашње Србије основан у Суботици 1901. године. Лопта је у наредним годинама стигла и у јужни део Бачке, а у Ковиљ су је донела браћа Ђура и Јован Атанацковић, те Пајица и Даника Сегмајстер. Ковиљ је у то време окупљао младе људе из краја и околине, док су током једног периода постојала два игралишта, по једно у Горњем и Доњем Ковиљу. Како би свој клуб назвали Шајкаш, Ковиљчани су се надметали са екипом сачињеном од играча из околних места. Клуб је званично основан 1908. године. У јуну 1914. године, Шајкаш је угостио новосадску Војводину, која је тако одиграла своју прву утакмицу након оснивања 6. марта исте године. Домаћин је на тој утакмици поражен резултатом 0:5.
Клуб се до краја сезоне 2006/07. такмичио у Српској лиги Војводине, по чијем оконачњу се нашао међу клубовима који су испали. Услед нагомиланих дуговања и немогућности да региструје играче, Шајкаш је 2012. године престао да одиграва званичне утакмице. Годину дана касније, клуб под називом Шајкаш 1908 започео је такмичење из најнижег нивоа. У оквиру обележавања једног века свог постојања, Војводина је са Шајкашом одиграла пријатељску утакмицу у октобру 2014. На утакмици баража за попуну Новосадске лиге, крајем јуна 2017. године, Шајкаш је победио екипу Новог Сада, чиме је сачувао статус у том такмичењу. Средином 2018, Град Нови Сад је учествовао у обнављању клупских просторија.